# Häselbach (Weißer Kocher)
Der Häselbach ist der rund anderthalb Kilometer lange linke Quellbach des Weißen Kochers im Stadtgebiet von Aalen, der sich in Unterkochen mit diesem vereint.

## Geographie

### Verlauf
Der Häselbach entspringt einem Teich am Ortsrand von Aalen-Glashütte, der wenig nach dem Flurübertritt eines etwa 800 weiter nordöstlich im Wald des Härtsfeld-Traufs beginnenden Tals liegt. Nach etwa einem halben Kilometer weiter abwärts im sich nun nach Westnordwesten wendenden, offenen Tal steht am Ufer eine ehemalige Mühle mit einem etwa 200 Meter langen, noch durchflossenen Mühlkanal. Unmittelbar vor der Mühle durchfließt der Bach einen etwa 17 Ar großen Mühlteich, der auch noch durch zwei Seeausleitungsrinnen entwässert, die noch vor dem Rücklauf des Mühlkanals in den Häselbach zurückfließen. Nach der Mühle wird der Häselbach verdolt unter den Sportplätzen am Ostrand von Unterkochen hindurchgeführt. Danach fließt er in gewundenem Lauf durch eine Schrebergartenkolonie und mündet bald darauf im beginnenden Unterkochen von rechts in den Weißen Kocher, der bis dorthin ungefähr ebenso lang ist wie der selbst 1,4 km lange Häselbach.